# Bart De Wever
Bart Albert Liliane De Wever (ur. 21 grudnia 1970 w Mortsel) – belgijski i flamandzki polityk i samorządowiec, w latach 2004–2025 przewodniczący Nowego Sojuszu Flamandzkiego (N-VA), w latach 2013–2025 burmistrz Antwerpii, od 2025 premier Belgii.

## Życiorys
Ukończył studia magisterskie z zakresu historii na Uniwersytecie Katolickim w Leuven. Działał w tym czasie w organizacjach studenckich – liberalnej LVSV (Liberaal Vlaams Studentenverbond) i katolickiej KVHV z Antwerpii (Katholiek Vlaams Hoogstudentenverbond). Pełnił funkcję redaktora naczelnego „Tegenstroom” i „Ons Leven”. Pracował jako asystent na uczelni, m.in. przy pisaniu encyklopedii ruchu flamandzkiego (Nieuwe Encyclopedie van de Vlaamse Beweging).
W 2004 uzyskał mandat posła do Parlamentu Flamandzkiego. W tym samym roku zastąpił Geerta Bourgeois na stanowisku przewodniczącego Nowego Sojuszu Flamandzkiego. W 2007 został wybrany do rady miejskiej w Antwerpii. W tym samym roku w wyborach parlamentarnych z powodzeniem kandydował do federalnej Izby Reprezentantów z listy kartelu wyborczego N-VA i flamandzkich chadeków (CD&V). Brał udział w negocjacjach koalicyjnych nad powołaniem nowego gabinetu, ostatecznie jego ugrupowanie pozostało poza koalicją współtworzącą rząd Yves'a Leterme.
W 2008 Bart De Wever doprowadził do zerwania sojuszu z CD&V. Na skutek wyborów regionalnych w 2009 powrócił do sprawowania mandatu deputowanego w Parlamencie Flamandzkim. W wyborach w 2010 jego partia uzyskała najwięcej mandatów w obu izbach parlamentu federalnego (sam został wybrany do federalnego Senatu). W konsekwencji król powierzył mu funkcję mediatora (informateur), odpowiedzialnego za koordynację rozmów prowadzących do wyłonienia nowego rządu, misja ta zakończyła się jednak niepowodzeniem. 1 stycznia 2013 objął urząd burmistrza Antwerpii (utrzymywał tę funkcję po kolejnych wyborach lokalnych, sprawując ją do 2025).
W 2014 wybrany ponownie do Izby Reprezentantów, a w 2019 uzyskał mandat posła do Parlamentu Flamandzkiego. W 2024 po raz kolejny został wybrany do niższej izby belgijskiego parlamentu.
W wyborach w 2024 kierowana przez niego partia ponownie uzyskała największą reprezentację w niższej izbie federalnego parlamentu. Po wyborach tych doszło do długotrwałych negocjacji nad powołaniem nowej koalicji rządowej. Zakończyły się one 31 stycznia 2025 podpisaniem porozumienia przez N-VA, MR, LE, Vooruit oraz CD&V). 3 lutego 2025 Bart De Wever objął stanowisko premiera. Tego samego dnia zaprzysiężono również członków jego gabinetu, który rozpoczął wówczas urzędowanie. W tym samym miesiącu ustąpił też z funkcji przewodniczącego partii.

## Skład rządu
- premier: Bart De Wever (N-VA)[5][7]
- wicepremier, minister pracy, gospodarki i rolnictwa: David Clarinval (MR)
- wicepremier, minister spraw zagranicznych, europejskich i współpracy rozwojowej: Maxime Prévot (LE)
- wicepremier, minister spraw społecznych i zdrowia: Frank Vandenbroucke (Vooruit)
- wicepremier, minister budżetu: Vincent Van Peteghem (CD&V)
- wicepremier, minister finansów i emerytur: Jan Jambon (N-VA)
- minister sprawiedliwości: Annelies Verlinden (CD&V)
- minister spraw wewnętrznych: Bernard Quintin (MR)
- minister obrony: Theo Francken (N-VA)
- minister mobilności, klimatu i tranzycji ekologicznej: Jean-Luc Crucke (LE)
- minister ds. modernizacji administracji publicznej: Vanessa Matz (LE)
- minister ds. ochrony konsumentów, zwalczania oszustw społecznych, osób niepełnosprawnych i równych szans: Rob Beenders (Vooruit)
- minister ds. azylu, migracji i integracji społecznej: Anneleen Van Bossuyt (N-VA)
- minister energii: Mathieu Bihet (MR)
- minister ds. samozatrudnionych, małej i średniej przedsiębiorczości: Eléonore Simonet (MR)